# Arelaune-en-Seine
Arelaune-en-Seine is een gemeente in het Franse departement Seine-Maritime (regio Normandië). De plaats maakt deel uit van het arrondissement Rouen. Arelaune-en-Seine is op 1 januari 2016 ontstaan door de fusie van de gemeenten La Mailleraye-sur-Seine en Saint-Nicolas-de-Bliquetuit.
1. ↑  Populations de référence 2022.